# Fey (Valais)
Pour les articles homonymes, voir Fey.
Fey est un village de la commune valaisanne de Nendaz, situé sur la rive gauche de la Printze. Perché à une altitude de 802 mètres, Fey surplombe la vallée du Rhône et expose au nord-ouest ses champs d'abricotiers qui accusent une importante déclivité. Village d'agriculture de montagne, Fey témoigne également d'une riche activité associative et culturelle.

## Géographie
Fey se situe sur la route reliant Aproz à Basse-Nendaz et cet ensemble bâti est essentiellement réparti de part et d'autre de cette route. En prenant le virage de Plan-Fey comme centre du village, on obtient une altitude moyenne de 802 mètres. Le haut du village se termine sur le plateau de la Moudonnaz qui est constitué principalement de vergers d'abricotiers, tandis que le bas du village est limité par la crête de la Vouardaz.
À proximité de Fey se situe également le hameau des Condémines, qui se trouve sur la route qui relie la commune de Nendaz avec celle d'Isérables.

### Hydrologie
Fey est traversé par plusieurs petits torrents, dont le plus important est le Torrent du Bisse-Vieux. Le Bisse-Vieux prend naissance sur les hauts de Planchouet à la Printze. Après avoir longé la vallée jusqu'à Haute-Nendaz avec peu de dénivellation, il bifurque en direction de la plaine et se transforme en torrent pour rejoindre le Rhône à la hauteur de la route qui mène au village de Bieudron. À Fey, le Torrent du Bisse-Vieux faisait tourner autrefois un moulin et une scierie.
Les trois autres torrents, le Torrent des Ouettes, le Torrent des Piris et le Torrent de Plan-Fey, sont alimentés en eau par le torrent du Bisse-Vieux.

### Agriculture
L'activité agricole dominante est essentiellement l'exploitation de vergers d'abricotiers.

## Histoire
L'histoire du village est étroitement liée à celle de la commune de Nendaz (Histoire de la commune de Nendaz).

### La route Aproz-Fey
La route Aproz-Fey a été construite en deux étapes. Le premier tronçon, d'Aproz jusqu'au lieu-dit « La Schoedze » (la falaise qui surplombe l'usine d'embouteillage de la SEBA), a été réalisé en 1929. Par manque de moyens financiers, les travaux furent interrompus.
Le second tronçon qui relie « La Schoedze » au village, est construit en 1937 et 1938 par des « ouvriers nécessiteux » sélectionnés par la commune de Nendaz, en d'autres termes, les chômeurs de la commune. Cet ouvrage cantonal a été adjugé à une entreprise privée, mais la commune dictait ses conditions :
« Dispositions communales du 12 juillet 1936 relatives à la construction du lot II de la route de Fey :
a) la liste pour l'engagement des ouvriers sera établie par le Conseil,
b) si de besoin un système de rotation sera établi,
c) la casse des graviers se fera par les ouvriers à l'exclusion des moyens mécaniques
d) le salaire minimum pour manœuvre qualifié est fixé à 65 centimes/heure. »

### Les intempéries de 1990
En février 1990, après plusieurs jours de pluie, la situation devient critique dans le Valais central. On peut lire dans le Nouvelliste du 16 février 1990 :
« Si la situation à Nendaz demeurait très inquiétante, du moins jusqu'en fin d'après-midi, les autres régions du Valais central paient aussi un lourd tribut aux intempéries. À Fey, la population a dû être évacuée par hélicoptère. À Uvrier, à Bramois, à Champlan, à Molignon, à Salins, police, pompiers et personnel de la protection civile sont sur le pied de guerre. Les routes ont été coupées au départ de Sion en direction de Nendaz, de Grimisuat, de Grône, puis durant une partie de l'après-midi de Nax et de Vex. Au centre feu et protection civile de Sion, on ne compte plus les appels à l'aide... ».

#### Fey: toute la population évacuée
La décision d'évacuer les 400 habitants du village de Fey a été prise lorsqu'on s'est aperçu que les coulées descendant des Crêtes de Nendaz (vers l'antenne radio) risquaient de provoquer des effondrements de terrains sur Fey. Un chalet a été emporté dans les mayens, au-dessus du village.
Dès les premières heures de la matinée, les hélicoptères d'Air-Glaciers ont commencé à évacuer les habitants de Fey, tandis que ceux de l'armée effectuaient dans l'ensemble du canton des vols de reconnaissance pour surveiller de multiples poches d'eau ou des écoulements potentiellement dangereux.

#### Les militaires à la rescousse
Dans la matinée, le colonel René Achard, directeur de l'aérodrome militaire de Sion, recevait l'autorisation de Berne d'envoyer deux hélicoptères de l'armée pour l'évacuation de village de Fey. Une centaine d'habitants ont ainsi redescendus en plaine par les soins de l'armée. Ils ont atterri devant aux Îles, pour être accueillis ou relogés à Aproz, aux casernes, à Saint-Guérin, dans les abris PC de Sion ou chez des particuliers.

#### Témoignages des habitants
« La veille j'avais été évacuée à 2 heures du matin de Sornard. Je me suis donc rendue chez ma fille à Fey pour me faire évacuer ce matin par hélicoptère. [...] Il y avait de véritables torrents de boue dans certaines rues du village. »
Certains relativisent les faits. « Dans le village, c'était assez calme et pas dangereux. Je ne comprends pas pourquoi on évacue tout le monde. Les habitants du village de Fey ont travaillé toute la nuit pour drainer les bisses et détourner les torrents. Il y a eu une véritable chaîne de solidarité. Qui va le faire maintenant? Tout risque de déborder », entendait-on par exemple. Mais le danger et surtout l'incertitude quant à une catastrophe possible nécessitaient manifestement cette décision extrême.

### La rupture du puits blindé du complexe Cleuson-Dixence
Le puits blindé de Cleuson-Dixence reliant le barrage de la Grande-Dixence à la centrale de Bieudron, s'est rompu le 12 décembre 2000, au-dessus du village de Fey, à 1 400 m d'altitude. Des milliers de mètres cubes d'eau ont provoqué des coulées de boue et de rochers, emportant une dizaine de bâtiments et causant la mort de trois personnes. La reconstruction a coûté 365 millions de francs suisses et il faut quatre ans de travaux et six mois de tests pour recevoir l'autorisation de redémarrage. En fait, la réhabilitation a porté sur le chemisage de l'ensemble du puits blindé, ce qui signifie qu'un nouveau tube d’acier a été introduit à l’intérieur de la conduite d’origine. Le contournement de la zone de l'accident a été réalisé au moyen d'un canal de dérivation. Selon la société Alpiq, la remise en service de l'usine de Bieudron produit 1 200 mégawatts, en particulier durant les pics de demande.
Sur le plan judiciaire, l'affaire a trouvé son épilogue en janvier 2009, avec la condamnation pour homicide par négligence de la Société EOS, propriétaire de l'époque, et de l'entreprise de construction Giovanola ; cette dernière a disparu en 2004,.

## Population et société

### Gentilé et surnom
Les habitants de la localité se nomment les Feysans.
Ils sont surnommés les Canàs, soit les canards en patois valaisan,.

### Démographie
|                | Au 01.01.1993 | Au 01.01.2004 | Au 01.01.2011 |
| -------------- | ------------- | ------------- | ------------- |
| Fey            | 413           | 359           | 363           |
| Les Condémines | 42            | 42            | 51            |

Au 1er janvier 2004, Fey est la 6e localité la plus peuplée de la commune de Nendaz, juste derrière Baar (376 habitants), alors qu'au 1er janvier 1993, Fey occupait la 4e place juste devant Baar (401 habitants) et Sornard (394 habitants).

## Bâtiments et monuments

### L'ancienne Chapelle de la Martenette[10]

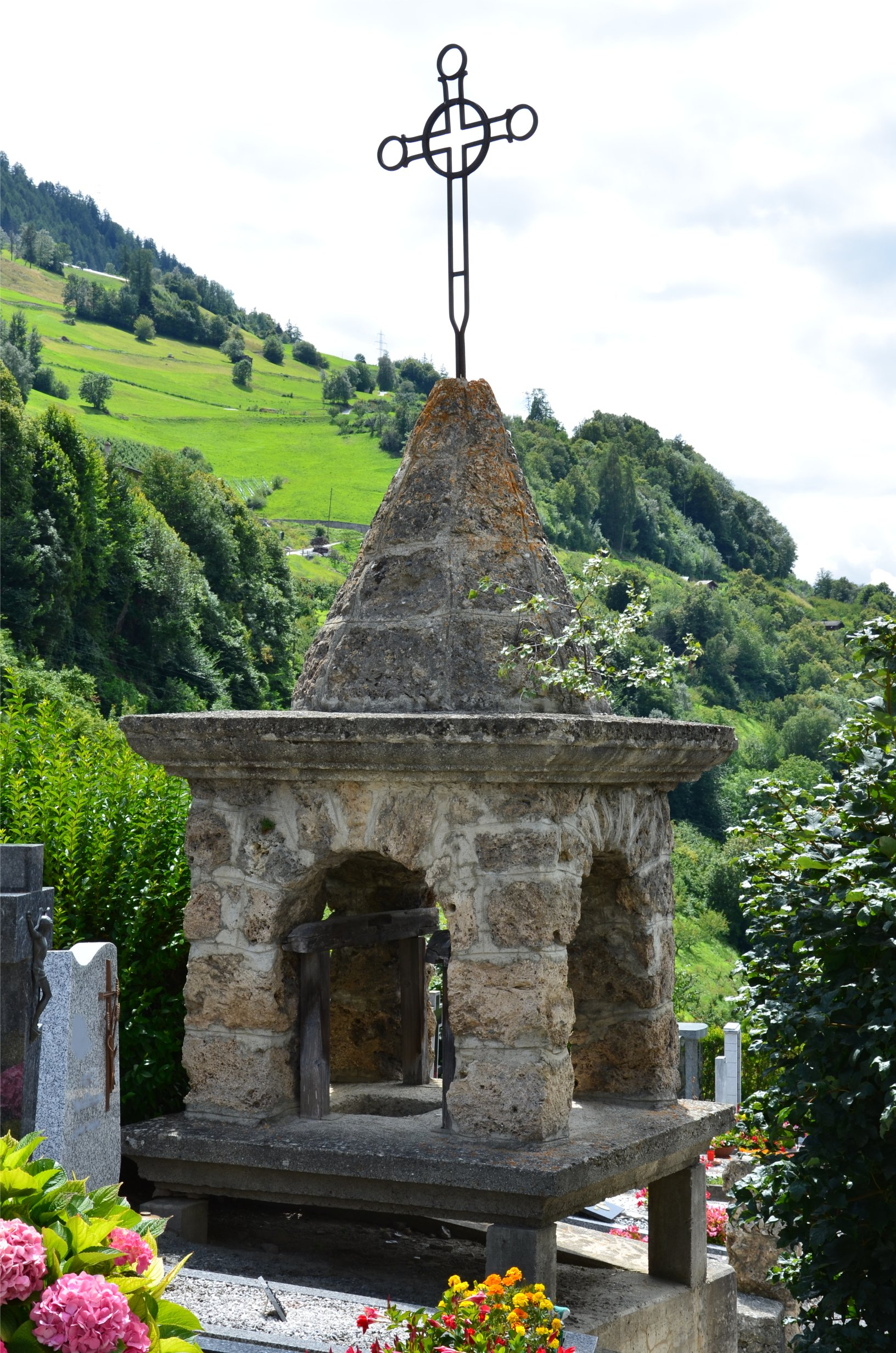
Clocher de l'ancienne chapelle de la Martenette

Cette ancienne chapelle, dédiée à la Présentation de la Vierge au Temple (21 novembre), était érigée au lieu-dit « La Martenette » à côté de l'ancienne école. Ne pouvant accueillir qu'une trentaine de personnes, le dimanche, les fidèles se rendaient à Basse-Nendaz pour la messe.
La chapelle est érigée vers 1880 par Jean-Jacques Devènes (1834-1897). Dotée d'une cloche en 1886, le clocher est reconstruit durant le ministère d'Emile Défago (1884-1964), curé de Nendaz de 1922 à 1931. Ce clocher, qui subsiste dans le cimetière, rappelle cette chapelle de la Martenette par ailleurs disparue.

### L'église du Christ-Roi
Voir 

### La chapelle des Condémines
La chapelle dédiée à Notre Dame du Perpétuel Secours a été inaugurée en 1967. Elle est l’œuvre d’Emile Crettenand et de sa famille qui la firent bâtir en souvenir de leur fils Gabriel décédé accidentellement. M. Filipini, architecte et entrepreneur à Riddes en a dessiné les plans.

### Les oratoires
De nombreux oratoires sont disséminés dans les environs du village, comme celui se trouvant à la sortie du village, direction Aproz, construit par Jean Bornet (1946-1994), à la demande d'Ernest Blanc et Hedwige Blanc-Bornet.

### L'école
On lit dans le programme des travaux de l'année 1906 du Conseil communal de Nendaz, la « création d'une salle d'école à Fey », objet qui est visiblement le point le plus important, en termes financiers. Une commission de trois membres dirige les travaux et le travail est adjugé à Jean-Léger Fournier, maître charpentier à Beuson, pour le prix de mille francs. Cette école, construite en bois, se trouvait à la Martenette, à côté de l'ancienne chapelle.
En 1946, le Grand Conseil valaisan adopte une nouvelle loi qui autorise le dédoublement des classes primaires. On peut ouvrir des classes à un seul niveau et travailler avec des effectifs réduits. Ceci a pour effet d'augmenter le nombre des classes et de susciter la construction de divers centres scolaires dans les villages et notamment celui de Fey en 1960. Ce centre scolaire est fréquenté par les élèves des villages d'Aproz, Bieudron, Coor, Fey et Condémines jusqu'en juin 2007. À partir de la rentrée scolaire 2007/2008, les élèves de Fey et Condémines sont scolarisés à Basse-Nendaz, ce qui a entraîné la fermeture du centre scolaire de Fey.

### L'ancienne école enfantine, puis laiterie
À l'origine, le bâtiment, situé après le virage de Plan-Fey, accueillait une salle de classe qui suppléait à l'ancienne école près de la chapelle, et était dédiée aux classes enfantines. Lors de la construction du centre scolaire, le bâtiment a été transformé en laiterie. Cette dernière a été démolie en 2009 pour faire place à l'élargissement de la route traversant le village de Fey.

## Vie associative et culturelle
Les habitants du village, qualifiés du sobiquet Les Canards, se retrouvent dans diverses sociétés locales, notamment :
- Le Club de Montagne de Fey, fondé en 1977.

- Le Chœur mixte La Cæcilia, fondé en 1945. Événements marquants :
  - 6 décembre 1945 : fondation de la société.
  - 7 octobre 1956 : bénédiction du drapeau.
  - 5 mai 1957 : IVe Festival de l'UCC (Union Chorale du Centre) avec la collaboration de la chorale « Le Muguet » d'Aproz.
  - 6 mai 1973 : collaboration au XXe Festival de l'UCC organisé par la chorale « Le Muguet » d'Aproz.
  - 14 septembre 1986 : inauguration des costumes et du deuxième drapeau.
  - 5 mai 1996 : XLIIe Festival de l'UCC organisé à Fey[14]

- La société de jeunesse de Fey, fondée le 12 décembre 2000[15].
- La Marche des Canards.

## Galerie d'images

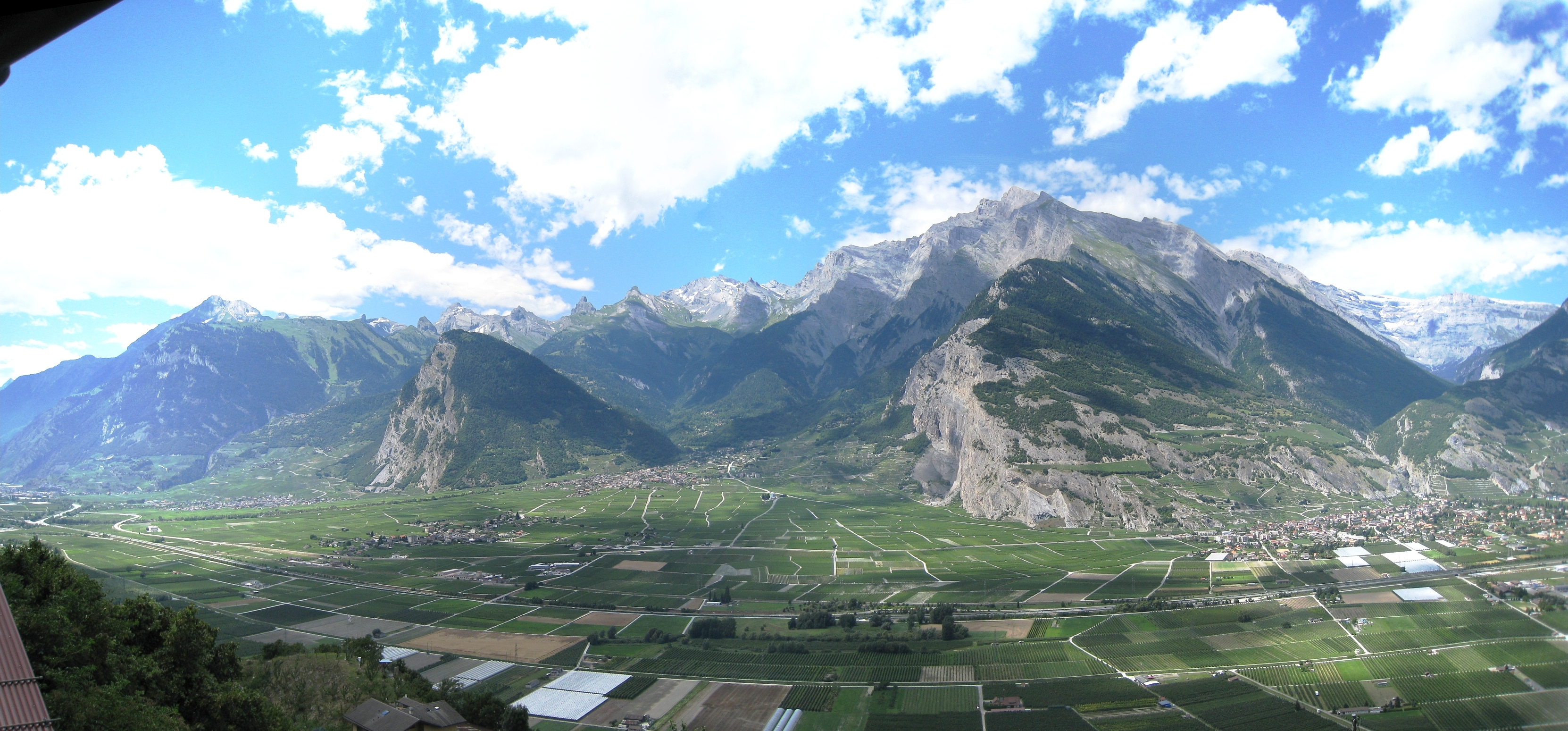
Vue sur la plaine du Rhône

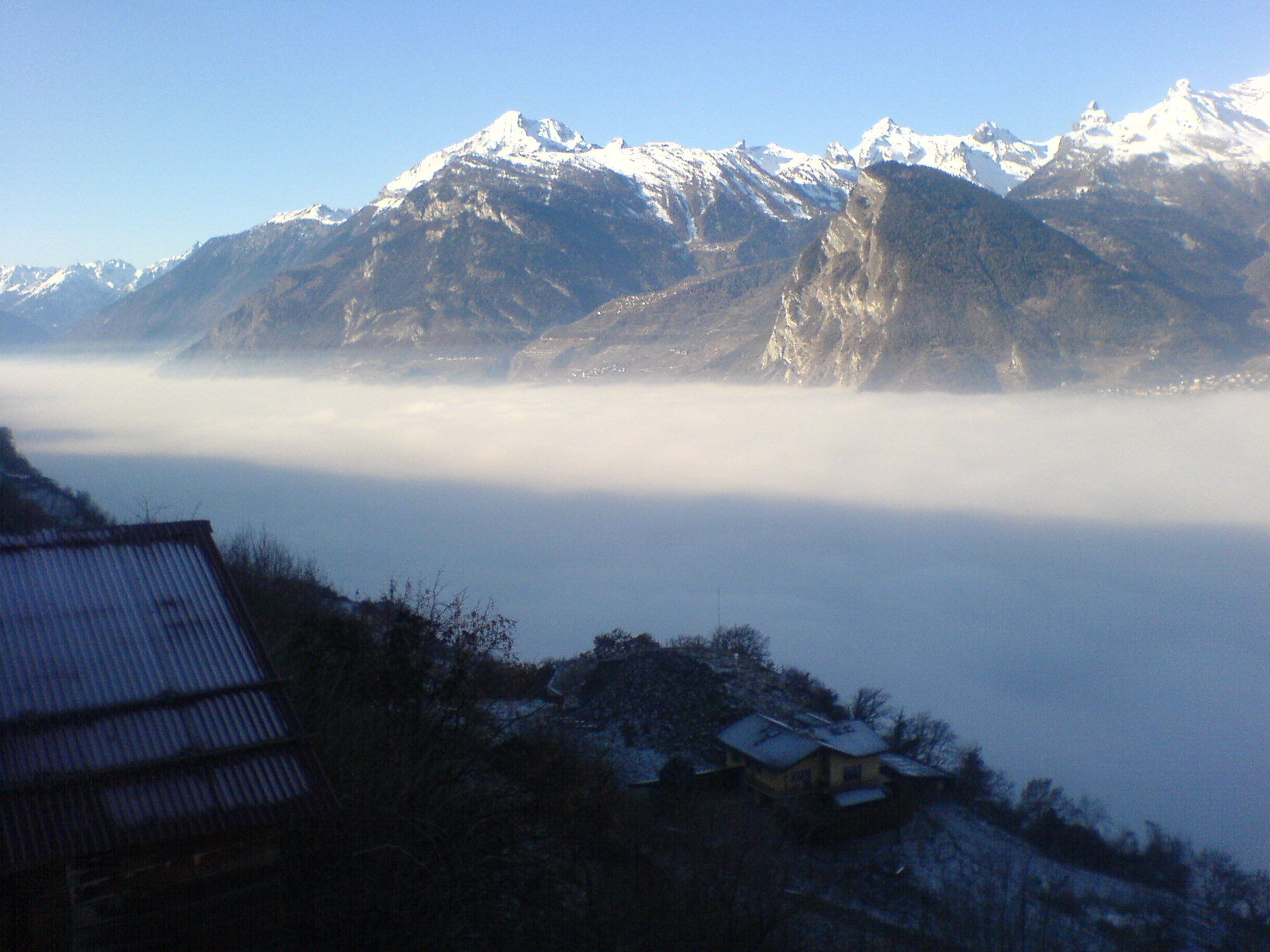
Plaine du Rhône sous le brouillard
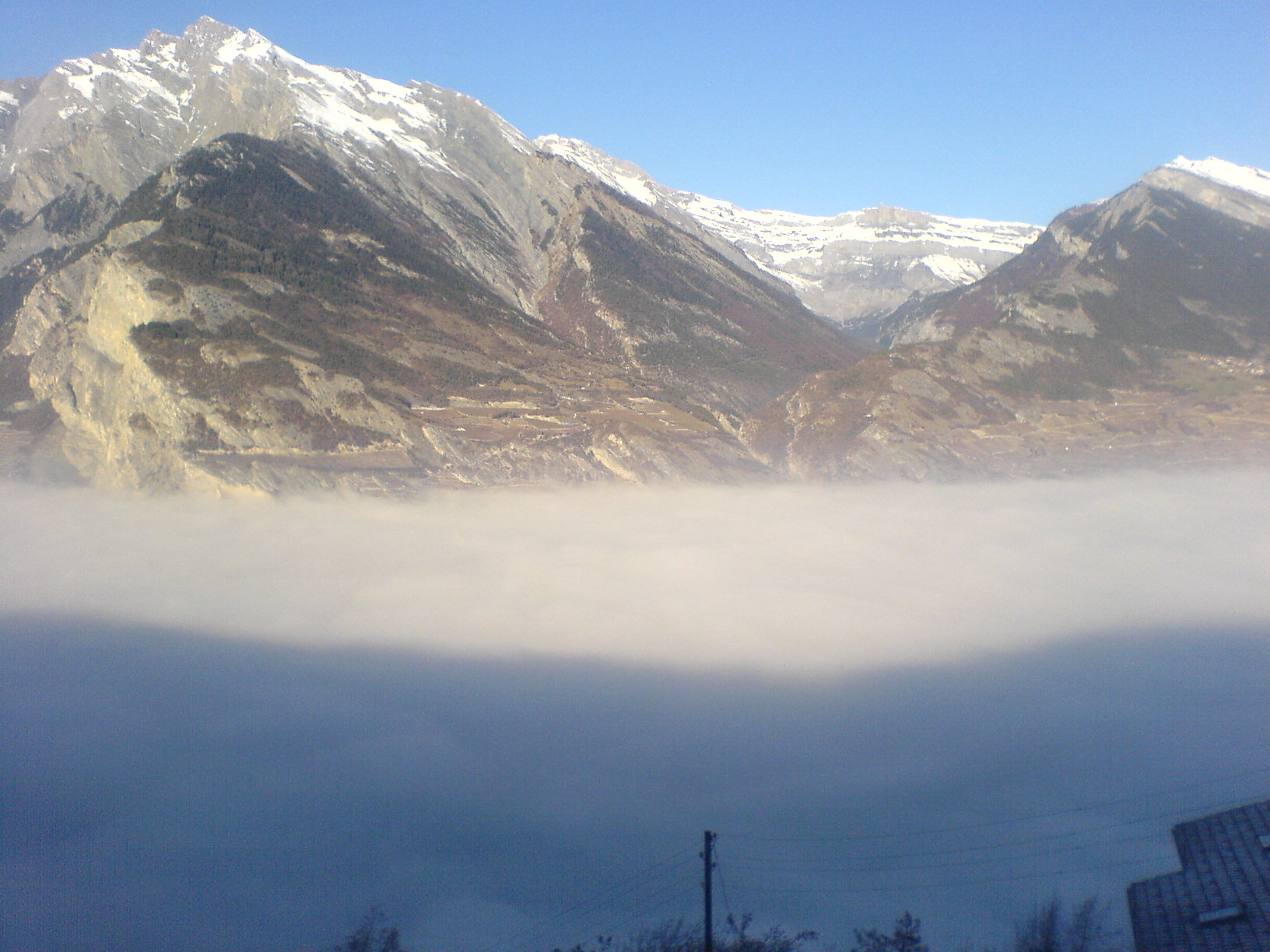
Ardon sous le brouillard